# 데미언 차파
데미언 차파(Damian Chapa, 1963년 10월 29일 ~ )는 미국의 배우이다.

## 출연 작품
- 나이트 버드 (2012)
- 브랜도 언어서라이즈드 (2011)
- 레드 로즈 오프 노르망디 (2011)
- US 씰 2 (2001)
- 사이프러스 엣지 (2000)
- 히트맨 런 (1999)
- 프로즌 (1998)
- 미드나잇 블루 (1997)
- 머니 토크 (1997)
- 7번가의 욕망 (1996)
- 분노의 함정 (1994)
- 스트리트 파이터 (1994)
- 라이트 아웃 (1994)
- 이스트 L.A 스토리 (1993)
- 언더 씨즈 (1992)